# Curcuma vamana
Curcuma vamana là một loài thực vật có hoa trong họ Gừng. Loài này được Mamiyl Sabu và Jose K. Mangaly mô tả khoa học đầu tiên năm 1987.

## Mẫu định danh
Trong phần dẫn nhập của bài báo năm 1987, các tác giả viết rằng holotype là Sabu & Mangaly CU 37342 thu thập ngày 20 tháng 7 năm 1984 lưu giữ tại phòng mẫu cây Đại học Nông nghiệp Tamil Nadu (MH) ở Coimbatore, bang Tamil Nadu, và 2 isotype là Sabu & Mangaly CU 37343A lưu giữ tại phòng mẫu cây Đại học Calicut (CALI) ở Calicut, bang Kerala và Sabu & Mangaly CU 37343B lưu giữ tại phòng mẫu cây Khảo sát Thực vật Ấn Độ (CAL) ở Howrah, bang Tây Bengal.
Tuy nhiên, khi kiểm tra lại thì tại MH chỉ có mẫu Sabu & Mangaly CU 37343 thu thập ngày 20 tháng 7 năm 1984 và ghi rõ nó là holotype; còn mẫu Sabu & Mangaly CU 37342 thu thập cùng địa điểm vào ngày 19 tháng 7 năm 1984, không có nhãn holotype hay isotype, được lưu giữ tại CALI. Ngoài ra, còn tại CALI người ta tìm thấy 2 mẫu là Sabu & Mangaly CU 37343 và Sabu & Mangaly CU 37343B trong khi tại CAL không tìm thấy mẫu vật nào. Hai mẫu Sabu & Mangaly CU 37343 và Sabu & Mangaly CU 37343B cũng có tại phòng mẫu cây của Vườn Thực vật Hoàng gia Anh tại Edinburgh, Scotland (E). Vì thế người ta đã chỉnh sửa lại mẫu định danh như sau:
- Holotype: Sabu & Mangaly CU 37343 tại MH; thu thập ngày 20 tháng 7 năm 1984 trong rừng gió mùa tại huyện Palghat, bang Kerala, Ấn Độ.
- Isotype: Sabu & Mangaly CU 37343 tại CALI và E; Sabu & Mangaly CU 37343B tại CALI và E.

## Phân bố
Nó là loài bản địa bang Kerala (các huyện Palakkad, Malappuram, Idukki, Kollam, Thrissur, Kannur), tây nam Ấn Độ.

## Mô tả
Cây thảo thân rễ nhỏ, ~3 × 0,5 cm, hình nón, ruột màu cam; không củ không cuống; một số rễ dạng chùm, với một số kết thúc bằng củ rễ nhiều thịt, hình cầu hoặc hình elipxoit, ~2 × 1 cm, ruột màu trắng ngọc trai. Chồi lá cao đến 50 cm. Thân giả dài 8–10 cm, được bẹ không phiến lá bao phủ ở gốc. Lá mọc thành 2 hàng, 4-5; phiến lá 20-25 × 6–8 cm, thuôn dài, đỉnh nhọn thon, đáy gần đều, gân lá lông chim sát nhau, nhẵn nhụi; lưỡi bẹ nhỏ; cuống lá dài 20–30 cm. Cụm hoa trung tâm, dài 15–22 cm, cuống cụm hoa dài 10–18 cm, ẩn trong các bẹ lá, màu lục nhạt, nhẵn nhụi; cành hoa bông thóc cô đặc, 2-4 × 2 cm, không mào khác biệt; lá bắc 4-8, xếp rời, ~3 × 3 cm, hình trứng đến hình trứng ngược, đỉnh nhọn, hơi uốn ngược, mỗi lá bắc đối diện 2-4 hoa, 1 hoặc hiếm khi 2 lá bắc vô sinh về phía đỉnh; lá bắc con nhỏ, ~5 x 4 mm, hình trứng-nhọn, nhẵn nhụi. Hoa ngắn hơn lá bắc, dài 1,8–2 cm. Đài hoa cắt cụt, dài 4 mm, 3 thùy sâu, màu trắng, nhẵn nhụi, bền. Ống tràng dài 8 mm; các thùy gần như bằng nhau, ~5 × 4 mm, nhẵn nhụi, màu trắng ánh vàng. Cánh môi ~8 × 7 mm, đỉnh khía chữ V, thùy thuôn tròn, mép nhăn, màu vàng kim, có lông ở giữa. Các nhị lép bên ~6 × 3 mm, màu vàng kim. Nhị dài ~4 mm, mô vỏ bao phấn song song, tụ lại ở đáy và tạo thành mỏ, có lông tuyến. Không tuyến trên bầu. Bầu nhụy 3 lá noãn, quả tụ, màu trắng, nhẵn nhụi; noãn nhiều, đính trụ. Vòi nhụy dài, hình chỉ; đầu nhụy hơi thò ra phía trên bao phấn. Quả hình trứng ngược, ~10 x 8 mm, với lá đài bền, vỏ quả ngoài mỏng; hạt màu nâu khi thuần thục, áo hạt xé rách hình chỉ.